# Richard Fariña

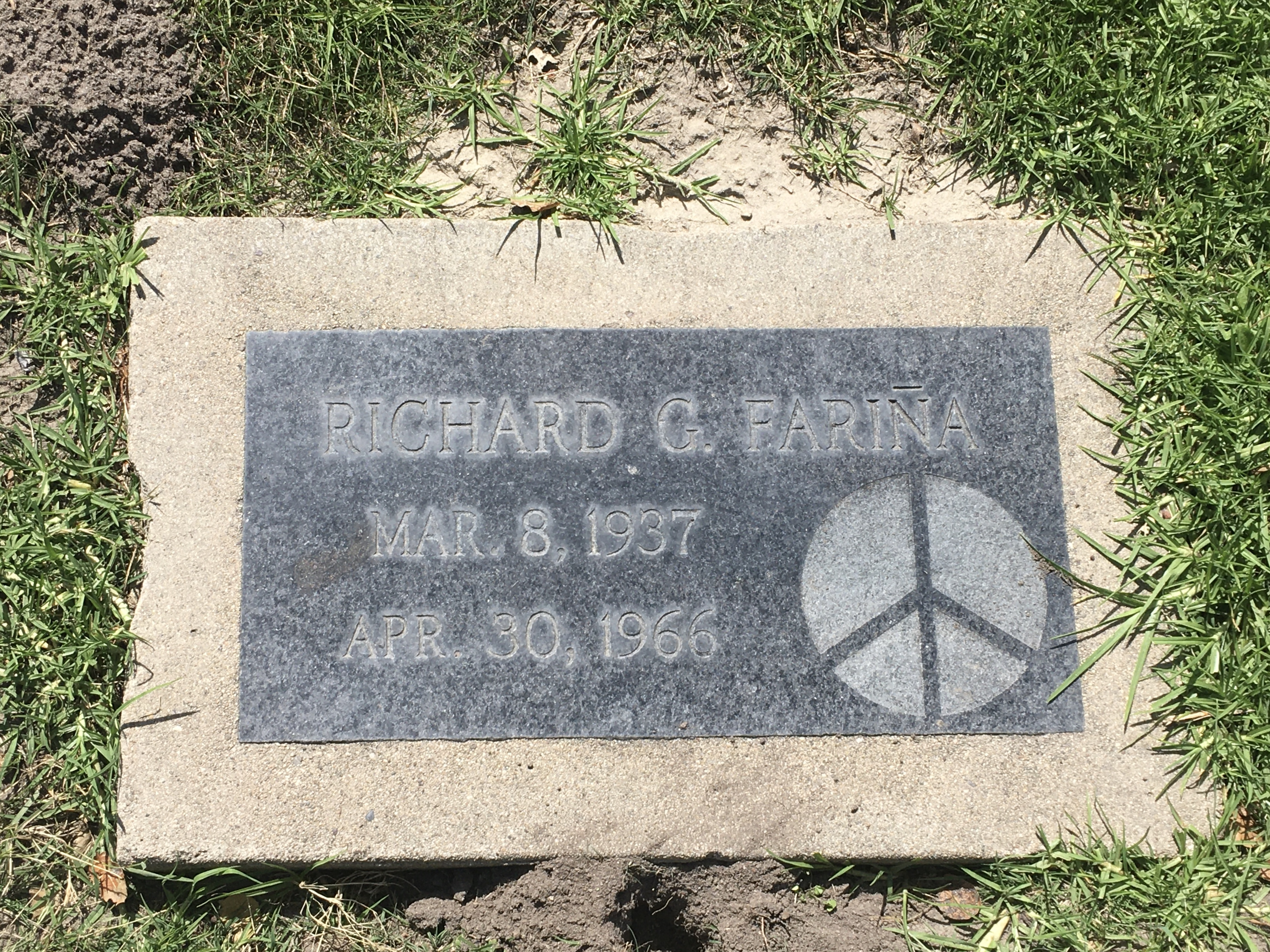
Nagrobek Richarda Fariñy (2020)

Richard Fariña (ur. 8 marca 1937 roku, zm. 30 kwietnia 1966 roku) – amerykański pieśniarz folkowy i pisarz. 
Jego jedyna powieść, wydana na dwa dni przed śmiercią w wypadku motocyklowym,  Been Down So Long It Looks Like Up to Me wywarła duży wpływ na twórczość jego przyjaciela Thomasa Pynchona, który zadedykował mu swoją Tęczę grawitacji. Pynchon był jego drużbą na ślubie z Mimi Baez, młodszą siostrą Joan Baez. Po tragicznej śmierci Fariñy Joan Baez poświęciła mu piosenkę Sweet Sir Galahad.  Been Down So Long It Looks Like Up to Me to powieść łotrzykowska, której akcja rozgrywa się na Dzikim Zachodzie, Kubie w czasie rewolucji i na Cornell University. W latach 60. zyskała status kultowej.